# David Bowie (album iz 1967.)
David Bowie istoimeni je debitantski studijski album britanskog glazbenika Davida Bowieja. Diskografska kuća Deram Records objavila ga je 1. lipnja 1967. godine.
Glazbeni stil i sadržaj tekstova podosta se razlikuju od glazbe po kojoj je Bowie kasnije postao poznat, kao što su pjesma "Space Oddity" nadahnuta folk rockom ili glam rock uradak The Rise and Fall of Ziggy Stardust and the Spiders from Mars. NME-ovi recenzenti Roy Carr i Charles Shaar Murray izjavili su: "Slušatelja jedino naviknutog na Davida Bowieja iz 1970-ih kad je često mijenjao svoj izričaj njegov će debitantski album ili šokirati ili će mu jednostavno biti čudan", dok je biograf David Buckley opisao njegov status u Bowiejevoj diskografiji kao "gramofonski ekvivalent luđakinji na tavanu".

## Utjecaji
Među Bowiejevim utjecajima u to vrijeme bile su teatralne melodije Anthonyja Newleyja, music hall izvedbe Tommyja Steelea, ekscentričan 'britanski' materijal Raya Daviesa iz grupe the Kinks, psihodelične dječje pjesmice Syda Barretta iz Pink Floyda i edvardski stil koji se pojavljivao u tadašnjim pjesmama kao što je  "Being for the Benefit of Mr. Kite!" the Beatlesa. Na Bowiejev je glazbeni stil utjecala i činjenica da njegov tadašnji menadžer Ken Pitt nije želio da postane rock zvijezda, već 'svestrani zabavljač'. Sam je Bowie izjavio da je njegov debitantski album "nastao pod utjecajem različitih stvari, rocka, vodvilja i music halla. Nisam znao jesam li Max Miller ili Elvis Presley".

## Stil i teme
Bowie je jedini autor pjesama na albumu, dok su za aranžman bili odgovorni on i Dek Fearnley. Prema nekim izvorima naučili su aranžirati koristeći se knjigom Observer Book of Music. Skladba "Rubber Band" koračnica je čiji je glavni instrument tuba. "Little Bombardier" i "Maid of Bond Street" u tročetvrtinskoj su mjeri te se u njima pojavljuju limena puhačka glazbala i žičani instrumenti. "Love You till Tuesday" i "Come and Buy My Toys" jedne su od rijetkih pjesama na uratku na kojima se pojavljuje gitara, a u prvoj skladbi snažno je popraćena žičanim glazbalima. Na skladbi "Join the Gang" Bowie proučava tadašnju kulturu mladih, kritički se odnoseći prema pritisku vršnjaka i rekreativnom drogiranju; u pjesmi se pojavljuju sitar i glazbeni citat tadašnjeg hita "Gimme Some Lovin'" grupe The Spencer Davis Group. Posljednja skladba, "Please Mr. Gravedigger", "jeziv je duet za glas i zvučne efekte" i David Buckley opisao ju je kao "jedan od doista ludih trenutaka u pop glazbi".
Usprkos neuobičajenosti albuma u Bowiejevoj diskografiji neki su komentatori na albumu otkrili nerazvijene teme koje su se kasnije obilato pojavljivale u kasnijim glazbenikovim radovima. U pjesmi "We Are Hungry Men" progovara lik samoprozvanog "mesije" koji će se u različitim oblicima pojaviti u skladbama "Cygnet Committee" (s albuma Space Oddity), "Saviour Machine" (s albuma The Man Who Sold the World) i "Oh! You Pretty Things" (s albuma Hunky Dory), ali i kao protagonist uratka The Rise and Fall of Ziggy Stardust and the Spiders from Mars. Navedena skladba također eksplicitno aludira na teme kao što su abortus, infanticid i kanibalizam. "There Is a Happy Land" ranija je inačica Bowiejevog pogleda na djecu kao na rasu različitu od svojih predaka; toj će se temi opet vratiti na albumima The Man Who Sold the World, Hunky Dory i Ziggy Stardust. "She's Got Medals" priča je o promjeni spola s homoseksualnim i lezbijskim konotacijama koja je prethodila 'naslovnici u haljini' albuma The Man Who Sold the World i biseksualnom/androginom liku Ziggyja Stardusta.

## Singlovi
Prije nego što je objavio album, Deram je objavio dva singla: "Rubber Band" s B stranom "London Boys" u prosincu 1966. godine i "The Laughing Gnome" s B stranom "The Gospel According to Tony Day" u travnju 1967. godine. "Rubber Band" na singlu nije nastala u isto vrijeme kad i inačica na albumu. "London Boys" smatra se prvim Bowiejevim malim remek-djelom, a u pitanju je pjesma koja melankolično promatra tadašnju londonsku modsku scenu. "The Laughing Gnome" šaljiva je pjesma s piskavim vokalima, no tom tehnikom umjetno povišenih vokala Bowie se kasnije poslužio na ozbiljniji način u pjesmama kao što su "After All", "The Bewlay Brothers", "Fame" i "Scream Like a Baby". Pjesma je postala hit kad je ponovno bila objavljena 1973. godine, nakon Bowiejevog komercijalno uspješnog The Rise and Fall of Ziggy Stardust and the Spiders from Mars. Iako je bio podosta drugačiji od njegovog tadašnjeg materijala, singl se pojavio na šestom mjestu britanskih ljestvica. Ponovno snimljena inačica pjesme "Love You till Tuesday" s B stranom "Did You Ever Have a Dream" bila je objavljena u srpnju 1967. godine.

## Objava
David Bowie bio je objavljen 1. lipnja 1967. u Ujedinjenom Kraljevstvu u mono i stereo inačici. U SAD-u je bio objavljen tijekom kolovoza 1967., ali bez pjesama "We Are Hungry Men" i "Maid of Bond Street". U to su vrijeme album i popratni singlovi doživjeli komercijalni neuspjeh te je Bowiejev sljedeći uradak, David Bowie, bio objavljen tek dvije godine kasnije. Deram Records poništio je ugovor s glazbenikom u tranju 1968. zbog neuspjeha albuma. Bowie je nakon toga 1969. snimio kraći film "Love You till Tuesday" kako bi mogao potpisati ugovor s novim izdavačem. U filmu su se pojavile mnoge pjesme s debitantskog albuma, ali i novoskladana "Space Oddity". Mnoge su skladbe u filmu bile popraćene novim orkestralnim aranžmanima i vokalima Bowiejevog prijatelja Johna 'Hutcha' Hutchinsona i (tadašnje) djevojke Hermione Farthingale koji su s Bowiejem činili folk rock trio Feathers. Sve troje pojavljuju ju se u dijelu videozapisa pod imenom "Sell Me a Coat". Videozapis je službeno bio objavljen 1984. godine. Skladbe s debitantskog albuma i popratni singlovi, kao i kasniji radovi kuće Deram, pojavili su se na mnogobrojnim kompilacijama, među kojima su The World of David Bowie (iz 1970.), Images 1966–1967 (iz 1973.), Another Face (iz 1981.), Rock Reflections (iz 1990.) i The Deram Anthology 1966–1968 (iz 1997.).
Deram je ponovno objavio album na CD-u 1988. godine. Knjižica albuma sadrži izvorno priopćenje za tisak koje je napisao Kenneth Pitt te novonapisani esej Johna Tracyja. K tome, stražnji dio albuma sadrži popis različituh inačica pjesama uvrštenih na uradak. Među tima su "Rubber Band" (Version 2), "When I Live My Dream" (Version 1) i "Please Mr. Gravedigger" (Version 2).
Godine 2010. album je u deluxe inačici u Ujedinjenom Kraljevstvu objavio Deram, dok ga je diljem svijeta objavio Universal Music. Na toj se inačici pojavljuju stereo i mono miks albuma, prethodno neobjavljeni stereo miksevi pjesama koje se nisu našle na izvornom uratku te prva BBC-jeva radijska sesija. (Top Gear, 18. prosinca 1967.)

## Popis pjesama
Sve je pjesme napisao David Bowie.
| 1. | »Uncle Arthur«           | 2:07 |
| 2. | »Sell Me a Coat«         | 2:58 |
| 3. | »Rubber Band«            | 2:17 |
| 4. | »Love You till Thursday« | 3:09 |
| 5. | »There Is a Happy Land«  | 3:11 |
| 6. | »We Are Hungry Men«      | 2:59 |
| 7. | »When I Live My Dream«   | 3:22 |

| Disk 2 | Disk 2                   | Disk 2   | Disk 2 | Disk 2 | Disk 2 | Disk 2 | Disk 2 | Disk 2 | Disk 2 |
| Br.    | Skladba                  | Trajanje |        |        |        |        |        |        |        |
| ------ | ------------------------ | -------- | ------ | ------ | ------ | ------ | ------ | ------ | ------ |
| 1.     | »Little Bombardier«      | 3:23     |        |        |        |        |        |        |        |
| 2.     | »Silly Boy Blue«         | 4:36     |        |        |        |        |        |        |        |
| 3.     | »Come and Buy My Toys«   | 2:07     |        |        |        |        |        |        |        |
| 4.     | »Join the Gang«          | 2:17     |        |        |        |        |        |        |        |
| 5.     | »She's Got Medals«       | 2:23     |        |        |        |        |        |        |        |
| 6.     | »Maid of Bond Street«    | 1:43     |        |        |        |        |        |        |        |
| 7.     | »Please Mr. Gravedigger« | 2:35     |        |        |        |        |        |        |        |
| 37:07  |                          |          |        |        |        |        |        |        |        |

| Bonus skladbe na deluxe inačici iz 2010. godine | Bonus skladbe na deluxe inačici iz 2010. godine                              | Bonus skladbe na deluxe inačici iz 2010. godine | Bonus skladbe na deluxe inačici iz 2010. godine | Bonus skladbe na deluxe inačici iz 2010. godine | Bonus skladbe na deluxe inačici iz 2010. godine | Bonus skladbe na deluxe inačici iz 2010. godine | Bonus skladbe na deluxe inačici iz 2010. godine | Bonus skladbe na deluxe inačici iz 2010. godine | Bonus skladbe na deluxe inačici iz 2010. godine |
| Br.                                             | Skladba                                                                      | Trajanje                                        |                                                 |                                                 |                                                 |                                                 |                                                 |                                                 |                                                 |
| ----------------------------------------------- | ---------------------------------------------------------------------------- | ----------------------------------------------- | ----------------------------------------------- | ----------------------------------------------- | ----------------------------------------------- | ----------------------------------------------- | ----------------------------------------------- | ----------------------------------------------- | ----------------------------------------------- |
| 1.                                              | »Rubber Band« (Mono inačica A strane singla)                                 | 2:01                                            |                                                 |                                                 |                                                 |                                                 |                                                 |                                                 |                                                 |
| 2.                                              | »The London Boys« (Mono inačica B strane singla)                             | 3:19                                            |                                                 |                                                 |                                                 |                                                 |                                                 |                                                 |                                                 |
| 3.                                              | »The Laughing Gnome« (Mono inačica A strane singla)                          | 2:56                                            |                                                 |                                                 |                                                 |                                                 |                                                 |                                                 |                                                 |
| 4.                                              | »The Gospel According to Tony Day« (Mono inačica B strane singla)            | 2:46                                            |                                                 |                                                 |                                                 |                                                 |                                                 |                                                 |                                                 |
| 5.                                              | »Love You till Tuesday« (Mono inačica A strane singla)                       | 2:59                                            |                                                 |                                                 |                                                 |                                                 |                                                 |                                                 |                                                 |
| 6.                                              | »Did You Ever Have a Dream« (Mono inačica B strane singla)                   | 2:06                                            |                                                 |                                                 |                                                 |                                                 |                                                 |                                                 |                                                 |
| 7.                                              | »When I Live My Dream« (Mono inačica singla)                                 | 3:49                                            |                                                 |                                                 |                                                 |                                                 |                                                 |                                                 |                                                 |
| 8.                                              | »Let Me Sleep Beside You« (Mono inačica singla)                              | 3:24                                            |                                                 |                                                 |                                                 |                                                 |                                                 |                                                 |                                                 |
| 9.                                              | »Karma Man«                                                                  | 3:03                                            |                                                 |                                                 |                                                 |                                                 |                                                 |                                                 |                                                 |
| 10.                                             | »London Bye Ta–Ta« (Deccina mono inačica; prethodno neobjavljena)            | 2:36                                            |                                                 |                                                 |                                                 |                                                 |                                                 |                                                 |                                                 |
| 11.                                             | »In the Heat of the Morning« (Deccina mono inačica)                          | 2:44                                            |                                                 |                                                 |                                                 |                                                 |                                                 |                                                 |                                                 |
| 12.                                             | »The Laughing Gnome« (novi stereo miks; prethodno neobjavljen)               | 2:59                                            |                                                 |                                                 |                                                 |                                                 |                                                 |                                                 |                                                 |
| 13.                                             | »The Gospel According to Tony Day« (novi stereo miks; prethodno neobjavljen) | 2:49                                            |                                                 |                                                 |                                                 |                                                 |                                                 |                                                 |                                                 |
| 14.                                             | »Did You Ever Have a Dream« (novi stereo miks; prethodno neobjavljen)        | 2:05                                            |                                                 |                                                 |                                                 |                                                 |                                                 |                                                 |                                                 |
| 15.                                             | »Let Me Sleep Beside You« (stereo inačica singla; prethodno neobjavljena)    | 3:20                                            |                                                 |                                                 |                                                 |                                                 |                                                 |                                                 |                                                 |
| 16.                                             | »Karma Man« (nova stereo inačica; prethodno neobjavljena)                    | 3:03                                            |                                                 |                                                 |                                                 |                                                 |                                                 |                                                 |                                                 |
| 17.                                             | »In the Heat of the Morning« (stereo miks)                                   | 2:58                                            |                                                 |                                                 |                                                 |                                                 |                                                 |                                                 |                                                 |
| 18.                                             | »When I'm Five«                                                              | 3:05                                            |                                                 |                                                 |                                                 |                                                 |                                                 |                                                 |                                                 |
| 19.                                             | »Ching-a-Ling« (stereo miks; prethodno neobjavljen)                          | 2:48                                            |                                                 |                                                 |                                                 |                                                 |                                                 |                                                 |                                                 |
| 20.                                             | »Sell Me a Coat« (ponovno snimljena inačica iz 1969.)                        | 2:58                                            |                                                 |                                                 |                                                 |                                                 |                                                 |                                                 |                                                 |
| 21.                                             | »Love You till Tuesday« (BBC-jeva inačica; prethodno neobjavljena)           | 2:56                                            |                                                 |                                                 |                                                 |                                                 |                                                 |                                                 |                                                 |
| 22.                                             | »When I Live My Dream« (BBC-jeva inačica; prethodno neobjavljena)            | 3:33                                            |                                                 |                                                 |                                                 |                                                 |                                                 |                                                 |                                                 |
| 23.                                             | »Little Bombardier« (BBC-jeva inačica; prethodno neobjavljena)               | 3:25                                            |                                                 |                                                 |                                                 |                                                 |                                                 |                                                 |                                                 |
| 24.                                             | »Silly Boy Blue« (BBC-jeva inačica; prethodno neobjavljena)                  | 3:22                                            |                                                 |                                                 |                                                 |                                                 |                                                 |                                                 |                                                 |
| 25.                                             | »In the Heat of the Morning« (BBC-jeva inačica; prethodno neobjavljena)      | 4:16                                            |                                                 |                                                 |                                                 |                                                 |                                                 |                                                 |                                                 |
| 75:20                                           |                                                                              |                                                 |                                                 |                                                 |                                                 |                                                 |                                                 |                                                 |                                                 |

## Zasluge
David Bowie
- David Bowie – vokali, gitara, saksofon, aranžman

Dodatni glazbenici
- Big Jim Sullivan – bendžo, sitar, gitara
- Derek Boyes – orgulje
- Dek Fearnley – bas-gitara, orkestralni aranžman
- John Eager – bubnjevi

Ostalo osoblje
- Mike Vernon – produkcija
- Gus Dudgeon – tonska obrada